# زيد بن مطلق الجبعاء
زيد بن مطلق الجبعاء (مواليد القرن العشرين، الوفاة 10 يناير 2002 في سوريا) هو مؤسس نادي النصر السعودي.

## مؤسس النصر
تأسس نادي النصر السعودي يوم 24 أكتوبر 1955 بواسطة زيد وحسين بن مطلق الجبعاء، وترأس النادي ست سنوات ليخلفه عبد الله مختار.

## الوفاة
توفّي زيد يوم 10 يناير 2002، في سوريا.